# Hyunmoo
Hyunmoo (hangeul: 현무, was wörtlich „Wächter des nördlichen Himmels“ bedeutet oder auch als „Schutzengel des nördlichen Himmels“ übersetzt werden könnte) ist der Name einer Reihe von ballistischen Raketen bzw. Marschflugkörper, welche von Südkorea  entwickelt und produziert werden.
Die Hyunmoo ist die einzige südkoreanische ballistische Rakete, die tatsächlich im Rahmen der Südkoreanischen Streitkräfte in Dienst gestellt wurde. Dabei handelt es sich tatsächlich um eine Verbesserung des Antriebssystems der Paekgom-Rakete. Das Hyunmoo-System wurde ursprünglich von der Defense Development Agency entwickelt und ist jetzt bei den Streitkräften der Republik Korea im Einsatz. Die Rakete wird von einer mobilen Trägerrakete abgefeuert, wird von einem zweistufigen Feststofftreibstoffmotor angetrieben und verfügt über ein Trägheitsleitsystem und ein Steuerungssystem. Es kann bei der Hyunmoo-3C-Variante auch von Zerstörern (wie denen der Chungmugong-Yi-Sun-sin-Klasse) oder sogar von U-Booten gestartet werden.

## Entwicklung
Die Hyunmoo-2A ist eine Erweiterung der Reichweite der bestehenden ballistischen Rakete Hyunmoo-1 von 180 km auf 300 km. Sie wurde im Juli 2006 stationiert. (Sie wird aus einem Silo gestartet.) Im April 2014 wurde die Hyunmoo-2B mit einer Reichweite von 500 km gestartet und 2015 stationiert. Die Hyunmoo-2C mit einer Reichweite von 800 km war 2017 einsatzbereit.
Die Hyunmoo-3A, Hyunmoo-3B und Hyunmoo-3C wurden Cheonryong-Marschflugkörper genannt. Die Hyunmoo-3, Cheonryong und Eagle sind alle die gleichen Raketen. Der Hyunmoo-3A mit einer Reichweite von 500 km wurde 2015 in Dienst gestellt.
Ende 2006 wurde der Marschflugkörper Hyunmoo-3B mit einer Reichweite von 1000 km erfolgreich getestet, und Anfang der 2010er Jahre wurde er erfolgreich in Massenproduktion hergestellt und im Kampf eingesetzt, mit der er ganz Nordkorea treffen kann. Der Marschflugkörper Hyunmoo-3C, der von einem U-Boot der Jangbogo-Klasse aus gestartet werden kann, wurde entwickelt und in Dienst gestellt. Die gesamte Demokratische Volksrepublik Korea ist weniger als 500 km von Seoul entfernt und Peking 920 km, sodass der Marschflugkörper Hyunmoo-3B eine Reichweite von 1000 km hat und der Marschflugkörper Hyunmoo-3C eine Reichweite von 1500 km, die ganz Japan und große östliche Regionen Chinas, einschließlich der Hauptstadt Peking, umfasst.
Es wird angenommen, dass die Entwicklung des Hyunmoo-3D, der eine Reichweite von über 3000 km hat, also eine größere als der Hyunmoo-3C, abgeschlossen ist. Am 2. August 2020 war der Teststart des Hyunmoo-4, einer koreanischen Version eines Bunkerbrechers, erfolgreich. Militärbeamte sagten, dass sie 2021 mit der Massenproduktion in vollem Umfang beginnen werden.
Und am 15. September 2021, startete weltweit zum ersten Mal eine U-Boot-gestützte ballistische Rakete (Hyunmoo 4-4) erfolgreich von einem Diesel-U-Boot (Dosan Ahn Chang-ho).

## Varianten
- Hyunmoo-1[4]
- Hyunmoo-2[5][6]
- Hyunmoo-3 (Marschflugkörper)[7]
- Hyunmoo-4[8][9] Hyunmoo-4.4 U-Boot-gestützte ballistische Rakete
- Hyunmoo-5 (Mittelstreckenrakete)[10]

| Modell      | Reichweite  | Typ                                                     | Bemerkungen                 |
| ----------- | ----------- | ------------------------------------------------------- | --------------------------- |
| Hyunmoo-1   | 180 km      | Ballistische Rakete                                     | Alle Einheiten ausgemustert |
| Hyunmoo-2A  | 300 km      | Ballistische Rakete                                     | Einsatzbereit               |
| Hyunmoo-2B  | 500 km      | Ballistische Rakete                                     | Einsatzbereit               |
| Hyunmoo-2C  | 800–2500 km | Ballistische Rakete                                     | Einsatzbereit               |
| Hyunmoo-3A  | 500 km      | Marschflugkörper                                        | Einsatzbereit               |
| Hyunmoo-3B  | 1000 km     | Marschflugkörper                                        | Einsatzbereit               |
| Hyunmoo-3C  | 1500 km     | Marschflugkörper                                        | Einsatzbereit               |
| Hyunmoo-3D  | 3000 km     | Marschflugkörper                                        | Entwicklung abgeschlossen   |
| Hyunmoo-4   | 500–3000 km | Ballistische Rakete                                     | Einsatzbereit               |
| Hyunmoo 4-4 | Unbekannt   | Von einem U-Boot abgefeuerte ballistische Rakete (SLBM) | In Entwicklung              |
| Hyunmoo-5   | 600–5500 km | Ballistische Rakete                                     | Entwicklung abgeschlossen   |